# ميخائيل أرتامونوف
ميخائيل إيلاريونوفيتش أرتامونوف (5 ديسمبر 1898 في قرية فيجولوفو، محافظة تفير، الآن مقاطعة مولوكوفسكي، تفير أوبلاست - 31 يوليو 1972، لينينغراد) (بالروسية: Михаил Илларионович Артамонов) هو مؤرخ وعالم آثار سوفيتي، والذي أصبح معروفًا بأنه الأب المؤسس لدراسات الخزر الحديثة.

## مسيرته
ارتكزت أبحاث أرتامونوف العلمية في جامعة لينينغراد، حيث كان أستاذًا من عام 1935 ورئيسًا لقسم علم الآثار منذ عام 1949.
قام ببحث مستعمرات العصر البرونزي والعصر الحديدي على ضفاف نهر الدون، في شمال القوقاز وفي أوكرانيا.
تم تعيين أرتامونوف مديرا لمتحف هيرميتاج في عام 1951. حصل على وسام لينين، وسام الراية الحمراء من حزب العمال وعدد من الميداليات. ومن بين تلامذته ليف غوميليوف، أناتولي كيربيشنيكوف، ديمتري ماتشينسكي، إيغور دوبوف.

## روابط خارجية
- Artamonov on the Hermitage Museum website